# Lumpenopsis
Lumpenopsis es un género de peces actinopeterigios marinos, distribuidos por aguas del norte del océano Pacífico.

## Especies
Existen cuatro especies reconocidas en este género:
- Lumpenopsis clitella Hastings y Walker, 2003
- Lumpenopsis hypochroma (Hubbs y Schultz, 1932)
- Lumpenopsis pavlenkoi Soldatov, 1916
- Lumpenopsis triocellata (Matsubara, 1943)